# Mellby landskommun, Västergötland
För landskommunen med samma namn i Småland, se Mellby landskommun, Småland.
Mellby landskommun var en tidigare kommun i dåvarande Skaraborgs län.

## Administrativ historik
Kommunen inrättades i Mellby socken i Kållands härad i Västergötland när 1862 års kommunalförordningar trädde i kraft. 
Vid kommunreformen 1952 uppgick landskommunen i Kållands-Råda landskommun som 1969 uppgick i Lidköpings stad som 1971 ombildades till Lidköpings kommun.